# R Canum Venaticorum
R Canum Venaticorum este o stea variabilă Mira, situată în constelația Canes Venatici. Magnitudinea sa variază între 6,5 și 12,9 într-o perioadă de aproximativ 329 de zile.